# Лаголово
Ла́голово (фин. Laakala, Kirppula) — деревня в Ломоносовском районе Ленинградской области. Административный центр Лаголовского сельского поселения.

## История
На карте Ингерманландии А. И. Бергенгейма, составленной по шведским материалам 1676 года, упоминается деревня швед. Lacan.
На шведской «Генеральной карте провинции Ингерманландии» 1704 года она обозначена как швед. Laikanbÿ.
Обозначена на карте Санкт-Петербургской губернии 1792 года А. М. Вильбрехта как деревня Лаголева.
На «Топографической карте окрестностей Санкт-Петербурга» Военно-топографического депо Главного штаба 1817 года упомянута деревня Наглова из 25 дворов.
Деревня Лаголова (Наглова) из 18 дворов, упоминается на «Топографической карте окрестностей Санкт-Петербурга» Ф. Ф. Шуберта 1831 года.

ЛАГАЛОВА — деревня принадлежит ведомству Красносельской удельной конторы, число жителей по ревизии: 56 м. п., 54 ж. п. (1838 год)

В пояснительном тексте к этнографической карте Санкт-Петербургской губернии П. И. Кёппена 1849 года она записана как две деревни:
- Laakala (Лагалова), количество жителей на 1848 год: эвремейсов — 47 м. п., 45 ж. п., савакотов — 7 м. п., 3 ж. п., всего 102 человека
- Kirppula (Кирпуны), количество жителей на 1848 год: эвремейсов — 31 м. п., 32 ж. п., всего 63 человека[12]

Согласно «Топографической карте частей Санкт-Петербургской и Выборгской губерний» в 1860 году деревня Лагола насчитывала 16 дворов.

ЛАГОЛА — деревня Ораниенбаумского дворцового ведомства при колодце, по левую сторону шоссе из С. Петербурга в Нарву, в 25 верстах от Царского Села, число дворов — 15, число жителей: 36 м. п., 45 ж. п.

ЛАКОЛОВО (КИРПУНЫ) — деревня удельная при колодце, там же, число дворов — 5, число жителей: 28 м. п., 32 ж. п. (1862 год)

В 1876 году в деревне открылась первая школа. Учителем в ней работал В. Куйванен.
- План деревни Лаголово. 1885 год

В 1885 году, согласно карте окрестностей Петербурга, деревня Наглова насчитывала 6 дворов, а смежные ей Лагола — 23 и Кирпуны 15 крестьянских дворов. Сборник же Центрального статистического комитета описывал их так:

ЛАГОЛА (УЛИПЕДА) — деревня бывшая удельная, дворов — 21, жителей — 116; лавка.

ЛОКОВАЛА (КИРПУНЫ) — деревня бывшая удельная, дворов — 14, жителей — 76; лавка. (1885 год)

В конце XIX — начале XX века обе деревни административно относились к Дудергофской волости 3-го стана Царскосельского уезда Санкт-Петербургской губернии. По приходским данным их население было исключительно финским.
К 1913 году количество дворов не изменилось.
С 1917 по 1923 год деревня Лаголово входила в состав Лаголовского сельсовета Дудергофской волости Детскосельского уезда.
С 1923 года в составе Красносельской волости Троцкого уезда.
С 1924 года в составе Дудергофского сельсовета.
С 1926 года вновь в составе Лаголовского сельсовета. Согласно данным переписи населения СССР 1926 года в деревне Лаголово проживали 205 человек, в деревне Кирпуны проживали 90 человек. В обеих деревнях большинство населения составляли финны, а также присутствовало русское население.
С 1927 года в составе Урицкого района.
С 1928 года в составе Русско-Высоцкого сельсовета. В 1928 году население деревни Лаголово составляло 265 человек.
С 1930 года в составе Ленинградского Пригородного района.
По данным 1933 года деревня называлась Лаголово и входила в состав Русско-Высоцкого сельсовета Ленинградского Пригородного района.
С 1936 года в составе Красносельского района.
- План деревни Лаголово. 1939 год

Согласно топографической карте 1939 года деревня называлась Лагола и насчитывала 39 дворов, смежная с ней деревня Кирпуны насчитывала 20 дворов.
Деревня была освобождена от немецко-фашистских оккупантов 21 января 1944 года.
С 1955 года в составе Ломоносовского района.
С 1963 года в составе Гатчинского района.
С 1965 года вновь в составе Ломоносовского района. В 1965 году население деревни Лаголово составляло 717 человек.
По данным 1966 года населённый пункт назывался посёлок совхоза Лаголово и находился в составе Руссковысоцкого сельсовета.
По данным 1973 и 1990 годов в состав Русско-Высоцкого сельсовета Ломоносовского района входила деревня Лаголово, в ней располагалась птицефабрика «Лаголово».
В 1997 году в деревне Лаголово Русско-Высоцкой волости проживали 3825 человек, в 2002 году — 3592 человека (русские — 89 %).
В 2007 году деревня Лаголово являлась административным центром Лаголовского сельского поселения, количество жителей — 3702 человека.

## География
Деревня расположена в юго-восточной части района на автодороге А180 (E 20) (Санкт-Петербург — Ивангород — граница с Эстонией) «Нарва».
Расстояние до села Русско-Высоцкое — 4 км.
Расстояние до ближайшей железнодорожной станции Красное Село — 5 км.

## Демография
| 1862 | 2002  | 2007  | 2010  | 2017  | 2021  |
| ---- | ----- | ----- | ----- | ----- | ----- |
| 141  | ↗3592 | ↗3702 | ↘3569 | ↘3480 | ↘3118 |

## Инфраструктура
Жилая застройка в деревне Лаголово представлена пятиэтажными кирпичными домами, четырех и пятиэтажными блочными домами, малоэтажными индивидуальными домами, идёт строительство высотных домов.
В деревне имеются школа, детский сад, музыкальная школа, Дом культуры, отделение связи, семь магазинов, сетевые магазины, магазин бытовой химии, амбулатория, футбольное поле, парикмахерская, салон красоты.

## Фото
- Деревня Лаголово. 2008 год
- Деревня Лаголово. 2009 год
- Строительство нового дома. 2015 год

## Транспорт
Непосредственно в самой деревне осуществляется автобусное сообщение по маршрутам:
| №    | Конечная остановка 1 | Конечная остановка 2 | Примечания |
| ---- | -------------------- | -------------------- | ---------- |
| 650В | Лаголово             | Проспект Ветеранов   |            |
| 653  | Лаголово             | Ломоносов, вокзал    |            |

Так же есть маршруты проходящие по Кингисеппскому шоссе:
| №           | Конечная остановка 1 | Конечная остановка 2                 | Примечания                                                                              |
| ----------- | -------------------- | ------------------------------------ | --------------------------------------------------------------------------------------- |
| 446         | Станция Красное Село | Хвойный                              | Социальный автобусный маршрут города Санкт-Петербурга. Оплата наличными не принимается. |
| 481         | Кировский завод      | Ропша                                | Социальный автобусный маршрут города Санкт-Петербурга. Оплата наличными не принимается. |
| 482         | Кировский завод      | Шёлково                              | Социальный автобусный маршрут города Санкт-Петербурга. Оплата наличными не принимается. |
| 482В        | Кировский завод      | Каськово                             | Социальный автобусный маршрут города Санкт-Петербурга. Оплата наличными не принимается  |
| 484         | Кировский завод      | Андреевка                            | Социальный автобусный маршрут города Санкт-Петербурга. Оплата наличными не принимается. |
| 487         | Кировский завод      | Зимитицы                             | Социальный автобусный маршрут города Санкт-Петербурга. Оплата наличными не принимается. |
| 547         | Станция Красное Село | Терволово                            | Социальный автобусный маршрут города Санкт-Петербурга. Оплата наличными не принимается. |
| 632         | Терволово            | Проспект Ветеранов                   |                                                                                         |
| 632А        | Каськово             | Проспект Ветеранов                   |                                                                                         |
| 655 / к-655 | Станция Волосово     | Улица Червонного Казачества / Автово |                                                                                         |
| 888         | Извара               | Балтийская                           |                                                                                         |

## Предприятия и организации
- Отделение почтовой связи № 188517
- ЗАО «Птицефабрика Лаголово»
- Магазин «Уют»
- Магазин «Изумруд»
- Магазин «Радуга»
- Сетевые магазины:
- «Пятёрочка»
- «Семишагофф»
- «Магнит»
- Мебельная фабрика «АВС»
- ЗАО «КСИЛ»
- ООО «Вэлл Телеком»
- ООО «Петрокартон»
- Музыкальная школа
- ДЮСШ
- Дом культуры
- МБУ «Надежда»
- Кондитерская «Гранат»
- Аттестационный центр «НАКС-Ленинградская область»

## Улицы
Детская, Западная, Ленинградская, Октябрьская, Парковая, Полевая, Садовая, Советская